# Nils Velin
Nils "Nisse" Fredrik Velin, född 21 augusti 1907 i Funbo församling, Uppsala län, död 13 mars 1984 i Varberg, var en svensk tävlingscyklist och idrottsledare.
Velin vann svenskt mästerskap på Mälaren runt 1926 och 1930 samt nio svenska mästerskap i lag för IF Thor och SK Fyrishof i Uppsala. Han segrade vidare i norska tredagarsloppet 1928 och i finska Borgåloppet 1932. Senare verkade han som tränare och instruktör i Svenska Cykelförbundet, där han 1936 var styrelseledamot. Han var dessutom styrelse- eller sektionsstyrelseledamot i IF Thor, SK Fyrishof, IFK Enskede, IFK Djursholm, Fredrikshofs IF, Nässjö IF och CK Hymer. Han var även tjänsteman vid Cykelfabriken Monark i Varberg. Han utgav Svenska Velocipedförbundets Träningsråd och anvisningar (1937) samt medverkade i dagspress och fackpublikationer.